# Клаве (ритм)
Клаве (исп. clave) — остинатный ритмический рисунок, используемый в афро-кубинской музыке, в таких её жанрах как румба, конга, сон, сон монтуно, мамбо, сальса, латинский джаз, сонго, тимба и др.. Известен в нескольких разновидностях. Ритмические циклы клаве образуются пятью основными акцентами, разделенными временными интервалами неравной длительности. Ритмы клаве происходят из музыкальных традиций Черной Африки. Используются также в ритуальных барабанных ритмах гаитянского вуду, афро-бразильской и афро-уругвайской музыке (сandombe) и в популярной музыке Северной Америки.

## Этимология
Основные значения испанского слова clave — ключ, код, клавиша, замко́вый камень и т. д. Происходит от латинского clavis — ключ, от которого происходит и русское «клавиша». На Кубе это слово стало означать также ударный инструмент, состоящий из двух палочек, обычно из твердого дерева. Это название распространилось и на исполняемые на этом инструменте ритмические рисунки.